# Cercle sportif Imana
 (mai 2020).
Si vous disposez d'ouvrages ou d'articles de référence ou si vous connaissez des sites web de qualité traitant du thème abordé ici, merci de compléter l'article en donnant les références utiles à sa vérifiabilité et en les liant à la section « Notes et références ».
Ne doit pas être confondu avec le DC Motema Pembe Anciennemet appelé CS Imana
Maillots
Le Cercle Sportif Imana, connu sous le nom de CS Imana, est un club de football à Matadi, en RD Congo. Lors de la saison 2006/2007, le club évolue en Ligue 1, le plus haut niveau du football professionnel en RD Congo.
Le CS Imana évolue aujourd'hui en LIFKOCE.

## Histoire
Le 11 juin 2021 le président du club Patience Muwawu décède d'une courte maladie.

## Palmarès
EUFMAT (1)
- Champion : 1983

## Personnalités historique du club

### Présidents
- -2021 :  Patience Mawawu
- 7 aout 2022 :  Flory Mbadu[3]